# Емма Сноусілл
Емма Сноусілл  (англ. Emma Snowsill, 15 червня 1981) — австралійська тріатлоністка. Олімпійська чемпіонка і триразова чемпіонка світу. Вона виграла золоту медаль у тріатлоні на Олімпіаді 2008 року. Сноусілл одружена з олімпійським чемпіоном 2008 року з тріатлону Яном Фродено.

## Професійна кар'єра
Сноусілл виграла чемпіонат світу 2000 року Міжнародного союзу тріатлону (ITU) у віковій категорії 16—20 років, а також золоту медаль на юнацькому олімпійському фестивалі в Сіднеї 2001 року з тріатлону у віці 19 років. Вона була нагороджена стипендією Австралійського інституту спорту (AIS) і була визнана тріатлоністкою 2000 року у віці 16—19 років.
У 2003 році Сноусілл вперше став чемпіоном світу ITU у Квінстауні, Нова Зеландія. У 2004 році вона виграла чемпіонат світу ITU і завершила сезон на першому місці у світі. Попри це, її не відібрали до збірної Австралії на Олімпіаді в Афінах 2004 року.
У 2005 році Сноусілл отримала свою другу світову корону в Ґамаґорі, Японія, при температурі 35 °C (95 °F) і відносній вологості 90%.
Протягом 2005 та 2006 років вона була переможницею змагань Lifetime Fitness Triathlon у Міннеаполісі. Вона виграла золоту медаль на Іграх Співдружності 2006 року в Мельбурні. Вона виграла ще одну золоту медаль на чемпіонаті світу ITU в Лозанні 2006 року, де фінішувала за 45 секунд перед португальською тріатлоністкою Ванессою Фернандеш. Це зробило її першою тріатлоністкою, яка виграла три титули чемпіона світу.
Наступного року, у 2007 році, у Гамбурзі Ванесса Фернандес виграла свій перший титул чемпіона світу, обігравши Сноусілл більш ніж на хвилину. У 2008 році Сноусілл виграла перший сезон Кубка світу в Мулулабі, обігравши свого суперника на Олімпійських іграх Фернандеш. Сноусілл пропустила Чемпіонат світу ITU, щоб присвятити всю енергію Олімпіаді в Пекіні 2008 року. Під час змагань із тріатлону вона залишилася з лідерами у плаванні та велоспорті та вирвалася в бігу. Сноусілл здобула золоту медаль з часом 1:58:27, випередивши Фернандеш на 1 хвилину 7 секунд. Друга австралійка Емма Моффатт виборола бронзову медаль.   
Сноусілл не потрапила до австралійської олімпійської збірної з тріатлону в Лондоні 2012 року. Вона оскаржила таке рішення, але трибунал їй відмовив. Сноусілл вирішила не передавати її справу до Спортивного арбітражного суду, сказавши: "Хоча я засмучена результатом, я повинна поважати рішення Трибуналу і не буду продовжувати справу". Далі Сноусілл побажала трьом обраним жінкам (Еммі Моффатт, Ерін Деншем і Еммі Джексон) успіхів у перегонах у Лондоні.   
Протягом своєї кар’єри вона виграла турніри «Великого шолому» у Чикаго, Лос-Анджелесі, Лондоні та Нью-Йорку, а також у багатьох змаганнях Кубка світу ITU.

## Досягнення
- Олімпійська чемпіонка (1): 2006
- Чемпіонка світу (3): 2003, 2005, 2006
- Переможниця Ігор Співдружності (1): 2006

## Статистика
Статистика виступів на головних турнірах світового тріатлону:
| Дата | Назва турніру              | Місце | Очки     | Примітки |
| ---- | -------------------------- | ----- | -------- | -------- |
| 2001 | Кубок світу                |       |          |          |
| 2002 | Кубок світу                |       |          |          |
| 2003 | Чемпіонат світу            |       | 02:06:40 |          |
|      | Кубок світу                |       |          |          |
| 2005 | Чемпіонат світу            |       | 01:58:02 |          |
|      | Кубок світу                |       |          |          |
| 2006 | Чемпіонат світу            |       | 02:04:02 |          |
|      | Кубок світу                | 5     |          |          |
| 2007 | Чемпіонат світу            |       | 01:54:31 |          |
|      | Кубок світу                | 4     | 226      | [ 9 ]    |
| 2008 | Олімпійські ігри           |       | 01:58:26 |          |
| 2008 | Кубок світу                | 8     | 150      | [ 10 ]   |
| 2009 | Чемпіонат світу (естафета) |       | 00:21:12 |          |
| 2009 | Світова серія              | 19    | 1818     | [ 11 ]   |
| 2010 | Світова серія              | 13    | 2165     |          |
| 2011 | Світова серія              | 13    | 1784     |          |
| 2012 | Світова серія              | 73    | 520      |          |

Перемоги на етапах Кубка світу і Всесвітньої серії:
| Рік  | Назва турніру | Місто       | Місце |
| ---- | ------------- | ----------- | ----- |
| 2003 | Кубок світу   | Макухарі    |       |
| 2005 | Кубок світу   | Гонолулу    |       |
|      | Кубок світу   | Едмонтон    |       |
| 2006 | Кубок світу   | Річардс-Бей |       |
|      | Кубок світу   | Едмонтон    |       |
| 2007 | Кубок світу   | Мулулаба    |       |
| 2008 | Кубок світу   | Мулулаба    |       |
|      | Кубок світу   | Ішігакі     |       |
|      | Кубок світу   | Де-Мойн     |       |
| 2009 | Світова серія | Тхоньєн     |       |
| 2010 | Кубок світу   | Де-Мойн     |       |
|      | Світова серія | Бухарест    |       |

## Галерея

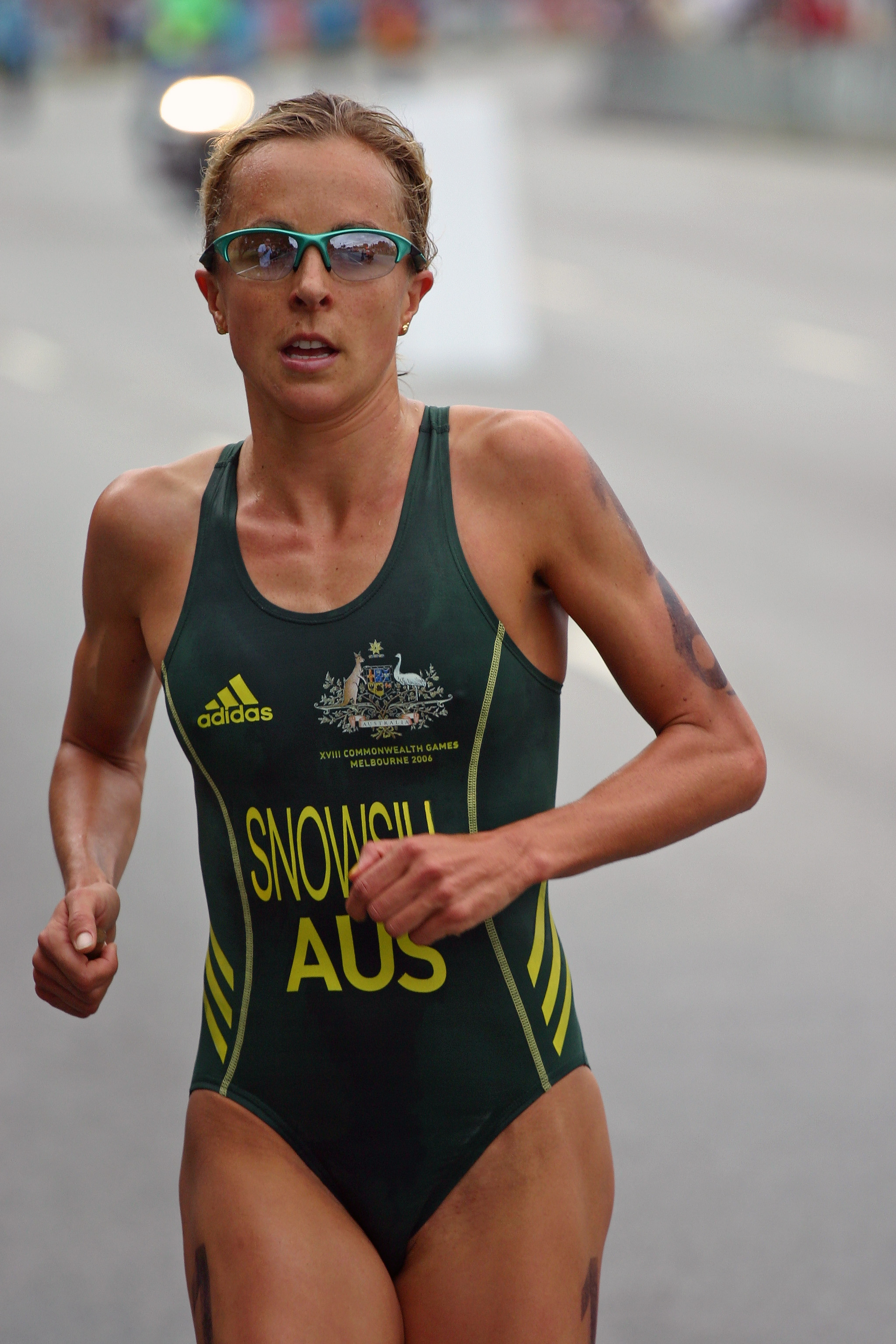
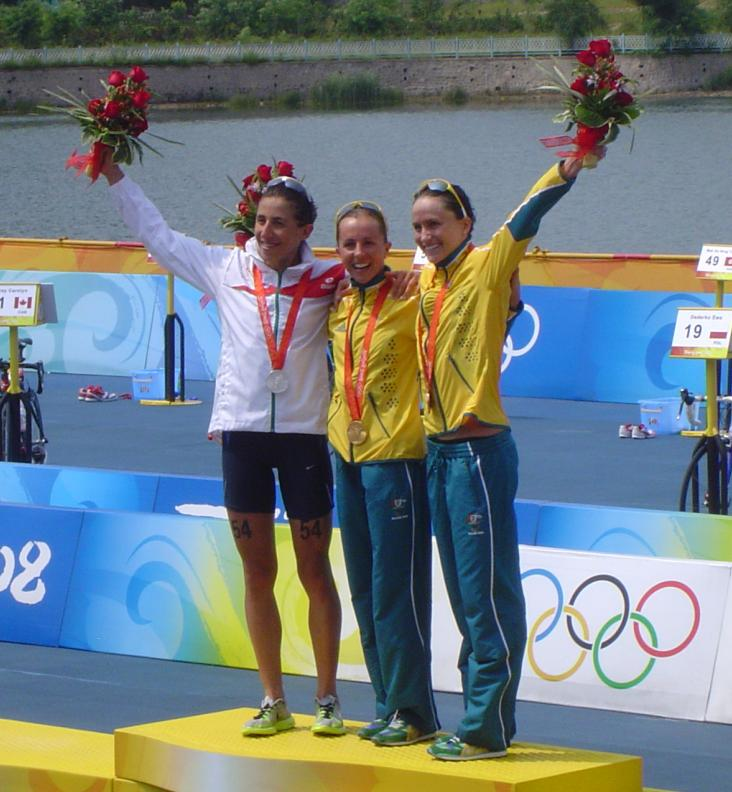
Призери Олімпіади-2008 у Пекіні.
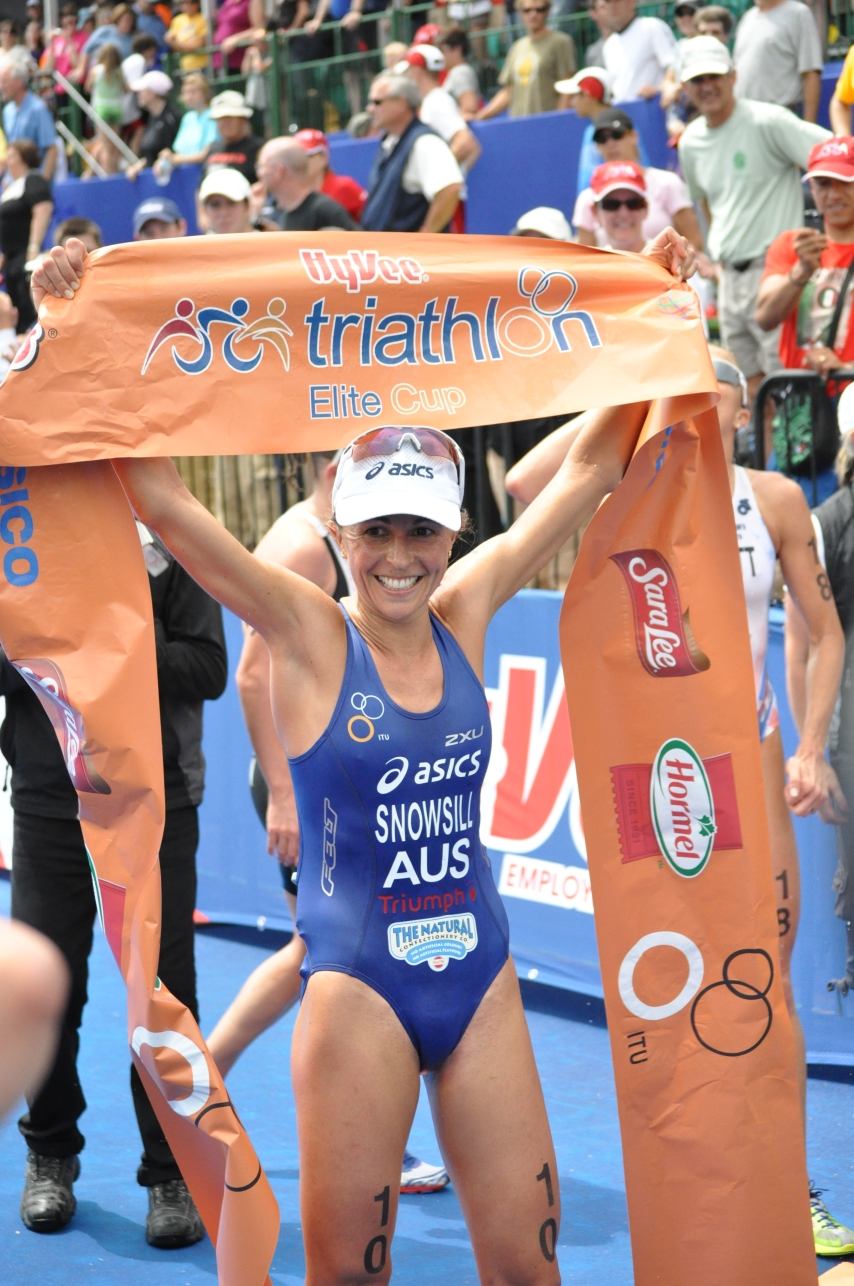